# Centro (Álgebra)
O termo centro é usado em diversos contextos em álgebra abstrata para denotar o conjunto de todos os elementos que comutam com todos os outros elementos da estrutura.
- O centro de um grupo {\displaystyle G} consiste em todos os elementos {\displaystyle x} em {\displaystyle G} tais que {\displaystyle xg=gx} para todo $g$ em {\displaystyle G}. Este é um subgrupo normal de {\displaystyle G}:

{\textstyle Z(G)=\{g\in G\mid gx=xg,\forall x\in G\}}
- A noção cujo nome semelhante para um semigrupo é definida da mesma forma de que um subsemigrupo. [1] [2]
- O centro de um anel (ou uma álgebra associativa) {\displaystyle R} é o subconjunto de {\displaystyle R} que consiste em todos os elementos {\displaystyle x} de {\displaystyle R} tais que {\displaystyle xr=rx} para todo {\displaystyle r} em {\displaystyle R}. [3] O centro é um subanel comutativo de {\displaystyle R}:

{\displaystyle Z(R)=\{x\in R\mid xr=rx,\forall r\in R\}}
- O centro de uma álgebra de Lie {\displaystyle L} consiste em todos os elementos {\displaystyle x} em {\displaystyle L} tais que {\displaystyle [x,a]=0} para todo a em {\displaystyle L} . Este é um ideal da álgebra de Lie {\displaystyle L}.

{\displaystyle Z(L)=\{x\in L\mid [x,a]=0,\forall a\in L\}}